# Pala di San Domenico (Agrigento)
La pala di San Domenico risale al XVII secolo, proviene dalla chiesa della Madonna dello Spasimo di Sciacca e rappresenta Domenico di Guzmán fondatore dell'Ordine dei Frati Predicatori. L'autore è ignoto, ma appartiene alla scuola dell'Albani. Il dipinto è attualmente custodito nel palazzo della prefettura di Agrigento.

## Descrizione
Il santo è ritratto con un saio bianco simbolo di purezza e con un mantello nero simbolo di penitenza, reca alla mano sinistra un libro che rappresenta la dottrina e un giglio per la purezza. Il volto del santo è levato verso l'alto come se stesse ricevendo un messaggio divino. In alto a sinistra sono rappresentati degli angeli, dei quali uno trasporta due corone. In basso a sinistra si possono notare due fanciulle delle quali una tiene in mano un libro mentre l'altra tiene la mano destra al petto e con la sinistra protende un bastone a San Domenico, simbolo della predicazione dei missionari. A destra sono presenti due giovani dei quali uno sventola una bandiera, mentre ai piedi del santo vi è un cane. Il cane è un animale legato alla vita di San Domenico: si racconta, infatti, che alla sua nascita la madre abbia avuto la visione di un cane con una fiaccola. Il cane ha un significato preciso, sta ad indicare il santo e il suo ordine religioso, che come cani proteggono il gregge di Cristo dagli eretici. In alto, inoltre possiamo notare dei drappi, che inducono lo spettatore a concentrare lo sguardo su San Domenico, il quale è posto leggermente a destra proteso verso alcuni scalini. Si possono distinguere due tagli diagonali che intersecandosi formano una sorta di chiasmo, uno costituito: dalle fanciulle, San Domenico e la colonna coperta da un drappo; l'altro formato: dai giovani, San Domenico e gli angeli.